# Peter Chung Soon-taek

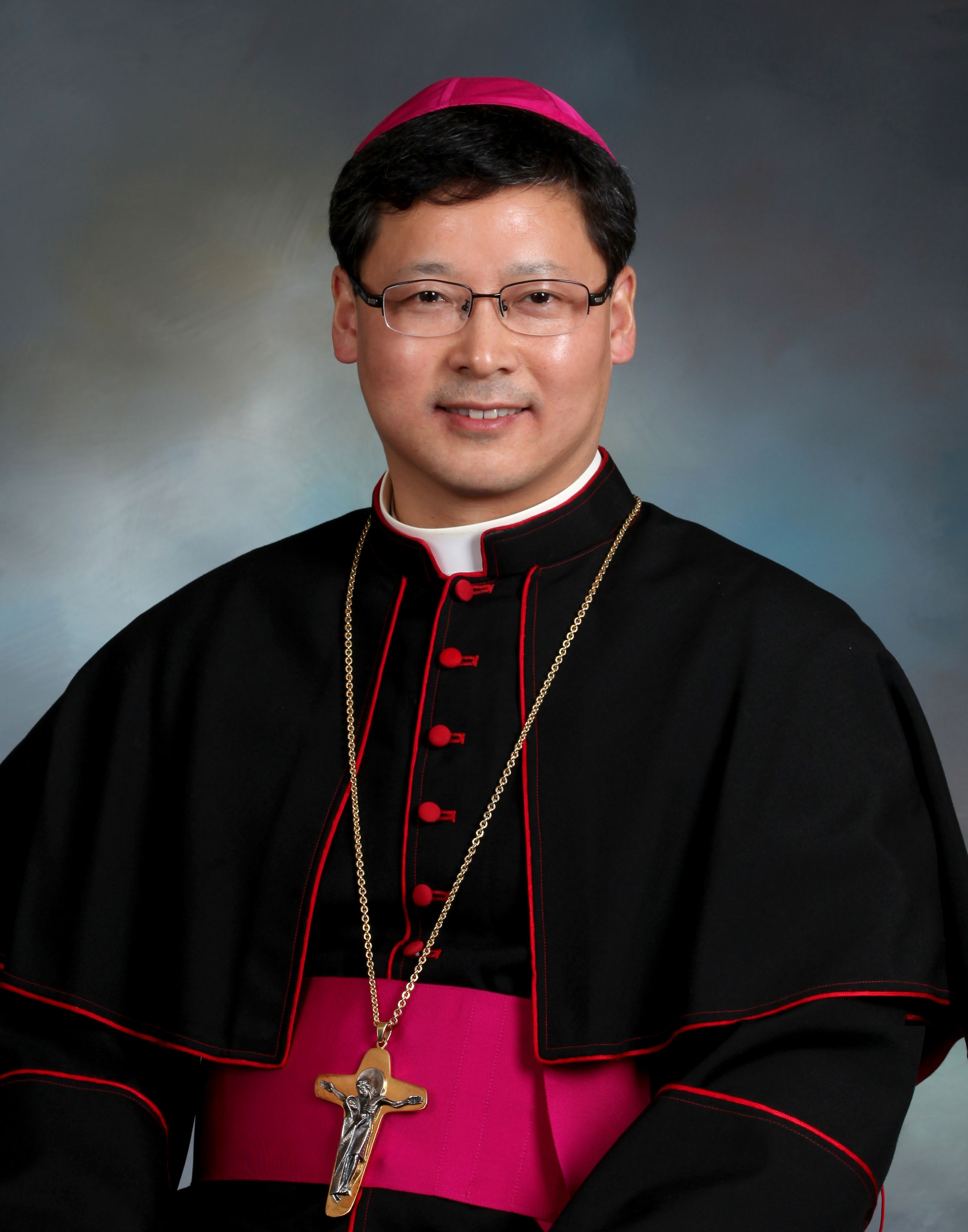
Peter Chung Soon-taek als Weihbischof in Seoul (2014)

Wappen als Erzbischof von Seoul (seit 2021)

Peter Chung Soon-taek OCD (kor. 정순택, * 5. August 1961 in Daegu, Gyeongsangbuk-do, Südkorea) ist ein koreanischer Ordensgeistlicher und römisch-katholischer Erzbischof von Seoul.

## Leben
Peter Chung Soon-taek studierte von 1983 bis 1986 Chemietechnik an der Seoul National University. Von 1986 bis 1992 studierte er Katholische Theologie und Philosophie an der Katholischen Universität von Korea in Seoul. Anschließend trat Chung der Ordensgemeinschaft der Unbeschuhten Karmeliten bei und legte am 25. Januar 1992 die ewige Profess ab. Er empfing am 16. Juli 1992 das Sakrament der Priesterweihe.
Von 1993 bis 1997 war Peter Chung Soon-taek Novizenmeister. 1999 wurde er für weiterführende Studien nach Rom entsandt. Chung erwarb 2004 am Päpstlichen Bibelinstitut ein Lizenziat im Fach Biblische Exegese. Von 2005 bis 2008 war er Definitor der koreanischen Ordensprovinz der Unbeschuhten Karmeliten. 2009 wurde Peter Chung Soon-taek Generaldefinitor.
Am 30. Dezember 2013 ernannte ihn Papst Franziskus zum Titularbischof von Tamazuca und bestellte ihn zum Weihbischof in Seoul. Der Erzbischof von Seoul, Andrew Yeom Soo-jung, spendete ihm sowie Timothy Yu Gyoung-chon am 5. Februar 2014 die Bischofsweihe; Mitkonsekratoren waren der Weihbischof in Seoul, Basil Cho Kyu-man, und der Weihbischof in Suwon, Linus Lee Seong-hyo.
Am 28. Oktober 2021 ernannte ihn Papst Franziskus zum Erzbischof von Seoul. Gleichzeitig wurde er Apostolischer Administrator von Pjöngjang. Die Amtseinführung als Erzbischof von Seoul fand am 8. Dezember desselben Jahres statt.